# Алексеенко, Александр Дмитриевич
Александр Дмитриевич Алексеенко (1 мая 1933, Хабаровск, РСФСР — 4 августа 2014, Днепродзержинск, Украина) — советский и украинский тренер по тяжёлой атлетике, заслуженный тренер СССР.

## Биография
Воспитывался в детском доме. Днём рождения он выбрал 1 мая — самый радостный и сытный праздник в детдоме, а фамилию и отчество — от дежурного милиционера, оформлявшего документы найдёнышу. В 19-летнем возрасте выполнил норматив мастера спорта СССР по тяжелой атлетике. Позже стал работать главным тренером Хабаровского края.
С 1976 года жил в Днепродзержинске. В 1977 году стал инициатором проведения на теннисных кортах СК «Прометей» первого и единственного в истории Днепродзержинска чемпионата Украины по тяжёлой атлетике среди взрослых. За свою тренерскую карьеру подготовил 5 мастеров спорта международного класса и около ста мастеров спорта. Среди них: А. Ачичаев, А. Бацко, С. Родионов, Д. Ледзинский, С. Нагирный, А. Брожик, И. Куча, В. Липа. Руководил парадом Кубка СССР, посвященного 100-летию тяжелой атлетике, который состоялся в декабре 1985 года в Ленинграде.
Также стал развивать пауэрлифтинг, подготовив чемпионов мира — Людмилу Гайдученко и Юрия Калашника.